# Червь (роман)
«Червь», «Куколка» (англ. A Maggot) — последний роман английского писателя Джона Фаулза, опубликованный в 1985 году. Произведение описывает вымышленные события, предшествовавшие рождению основательницы секты шейкеров Анны Ли, перенесённого автором на один год вперёд по сравнению с реальными событиями, в феврале 1737 года. Название романа, объясняемое автором в прологе, отсылает к употреблявшемуся в конце XVII — начале XVIII века значению английского слова maggot, имевшего смысл «прихоть, фантазия»; другие возможные интерпретации названия проясняются по ходу повествования. Стиль и использованные Фаулзом приёмы метаповествования позволили критикам отнести данный роман к литературе постмодернизма.
Хронология событий романа чётко обозначена, они начинаются в конце апреля 1736 года, когда формируется группа основных участников описываемых событий. Описываемые с разных точек зрения, вначале как некоторое личное виде́ние автора, в дальнейшем они передаются от третьего лица и в форме допросов, проводимых под присягой юристом Генри Аскью по поручению его знатного нанимателя, вероятно, герцога, озабоченного исчезновением своего младшего сына. Постепенно проясняется внешняя сторона событий, согласно которой исчезнувший, называя себя «мистер Бартоломью», сопровождаемый первоначально только своим глухонемым слугой Диком, нанимает троих спутников для совершения таинственного путешествия. Этими спутниками становятся лондонская проститутка Ребекка Хокнелл, актёр Джон Лейси и лицо без определённых занятий Дэвид Джонс. Каждый из них в процессе допросов излагает различные версии произошедшего, согласно степени своей осведомлённости и жизненных взглядов. Из их показаний читатель узнаёт, что образованный и чуждый жизненных соблазнов «Бартоломью», желая вступить в контакт с некими «хранителями вод», и опасаясь слежки за собой в пути через Эксмур, нанимает Лейси и Джонса для того, чтобы они своим присутствием отвлекали на себя внимание. Роль Ребекки остаётся до конца не прояснённой. Предлагаемая в начале версия, что её наняли с целью участия в оргии, а затем сатанинском обряде, опровергается собственной версией Ребекки, согласно которой она стала свидетелем общения «Бартоломью» с членами Троицы сначала в Стоунхендже, а затем в девонширской пещере; сам же «Бартоломью» вернулся на Небеса, откуда он в каком-то смысле происходил. Современный читатель в её описании может предположить рассказ о контакте с внеземной цивилизацией или путешественниками во времени. Последняя часть книги посвящена дальнейшей жизни Ребекки и её семьи, сменившей свои первоначально квакерские убеждения на более радикальные, близкие к камизарам.
На протяжении всей книги автор делится своим отношением к происходящему, объясняет мотивации героев повествования исходя из свойственных для того времени представлений различных сословий о предопределённости своего положения, роли своего «я», индивидуализме, правах женщин, прогрессе. Автор также сообщает разнообразные подробности о быте и законах Англии 1730-х годов, помещая своё произведение в исторический контекст. Так, упоминаются принятый за год до описываемых событий Закон о колдовстве, сделавший незаконным обвинение кого-либо в колдовстве; принятый Закон о беспорядках, предусматривавший суровые наказания за самые незначительные правонарушения. В романе содержатся также отсылки к литературным произведениям и авторам XVIII—XIX веков. Так, Фаулз пишет, что стремился использовать приёмы Даниэля Дефо. Он также сообщает, что Джон Лейси играл в пьесе Генри Филдинга «Пасквин» — интересно, что одна из пьес этого автора называется «Историческая ведомость за 1736 год. Упоминание в одном из писем Аскью о беспорядках, вызванных действиями капитана Джона Портьюса в Эдинбурге, может быть отсылкой к роману «Эдинбургская темница» Вальтера Скотта, в котором описываются эти беспорядки, а манера повествования напоминает приёмы Фаулза в этом романе. Более того, рассказанная в романе Скотта устами его персонажа Дэвида Динса история о явлении дьявола в виде чёрного человека напоминает версию событий в Стонхендже, рассказанную Ребеккой Дэвиду Джонсу.
На русский язык роман переводился дважды: В. Ланчиковым как «Червь» в 1996 году, и А. Сафроновым и О. Серебряной как «Куколка» в 2011 году.